# Lewin Brzeski (gmina)
Lewin Brzeski – gmina miejsko-wiejska w województwie opolskim, w powiecie brzeskim. W latach 1975–1998 gmina położona była w województwie opolskim.
Siedziba gminy to Lewin Brzeski.
Według danych z 30 czerwca 2004 gminę zamieszkiwało 13 675 osób, a 31 marca 2011 roku 13608. Natomiast według danych z 31 grudnia 2017 roku gminę zamieszkiwało 13064 osób.

## Struktura powierzchni
Według danych z roku 2002 gmina Lewin Brzeski ma obszar 159,7 km², w tym:
- użytki rolne: 81%
- użytki leśne: 9%

Gmina stanowi 18,22% powierzchni powiatu.

## Demografia
Dane z 30 czerwca 2004 oraz 31 marca 2011 r:
| Opis                              | Ogółem | Ogółem | Kobiety | Kobiety | Mężczyźni | Mężczyźni |
| --------------------------------- | ------ | ------ | ------- | ------- | --------- | --------- |
| jednostka                         | osób   | %      | osób    | %       | osób      | %         |
| populacja 2004                    | 13 675 | 100    | 6997    | 51,2    | 6678      | 48,8      |
| gęstość zaludnienia (mieszk./km²) | 85,6   | 85,6   | 43,8    | 43,8    | 41,8      | 41,8      |
| populacja 2011                    | 13 608 | 100    | 6951    | 51,1    | 6657      | 48,9      |
| gęstość zaludnienia (mieszk./km²) | 85,2   | 85,2   | 43,5    | 43,5    | 41,7      | 41,7      |

Według danych średni dochód na 1 mieszkańca w roku 2003 wyniósł 1.328 zł, w 2004 - 1.497 zł a w 2005 2.156 zł. 
- Piramida wieku mieszkańców gminy Lewin Brzeski w 2014 roku[1].

## Sąsiednie gminy
Dąbrowa, Niemodlin, Olszanka, Popielów, Skarbimierz

## Miasta partnerskie
- Szegvar/Węgry
- Stare Troki/Litwa
- powiat halicki/Ukraina